# Junta Suprema de Caracas
La Junta Suprema de Caracas, oficialmente la Junta Suprema Conservadora de los Derechos de Fernando VII, fue una junta de gobierno que amparó y actuó en nombre del rey de España, Fernando VII, respaldando también a su reinado. Gobernó la capitanía general de Venezuela tras la renuncia forzada del capitán general Vicente Emparan el 19 de abril de 1810. La Junta Suprema de Caracas quedó integrada por 23 miembros que ejercían la presidencia por turnos. Esta Junta Suprema gobernó provisionalmente desde el 20 de abril de 1810 hasta el 2 de marzo de 1811, cuando se instaló el primer Congreso Nacional de Venezuela.

## Historia

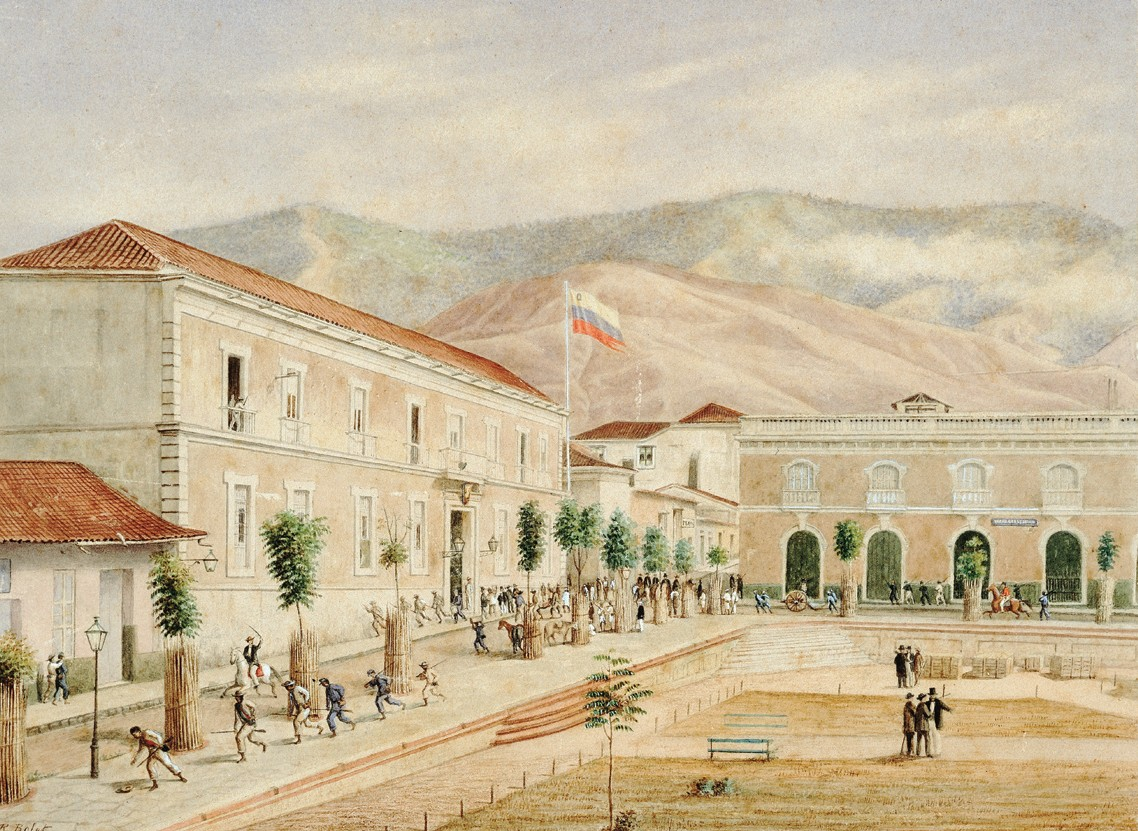
Casa del Cabildo de Caracas, denominado actualmente como Casa Amarilla de Caracas.

Tras los sucesos del 19 de abril de 1810, en los que el capitán general designado por José I de España fue obligado a renunciar por la presión pública caraqueña, constituyéndose esa misma tarde el Cabildo de Caracas como la Junta Suprema conservadora de los derechos de Fernando VII.
Posteriormente terminan de tomar control de los cuarteles de la ciudad y a asegurar el apoyo de las provincias a la junta. Tras haber asegurado el apoyo militar con la designación de comandantes favorables a la Junta, designa el 25 de abril la Junta Suprema de Gobierno que la integran con derecho de palabra y voto: José de las Llamozas; Martín Tovar Ponte; Feliciano Palacios y Blanco; Nicolás de Castro; Juan Pablo Ayala; José Cortés de Madariaga; José Hilario Mora; Isidoro Antonio López Méndez; Francisco José Ribas; Rafael González; Valentín de Ribas; José Félix Sosa; Juan Germán Roscio; Juan de Ascanio; Pablo Nicolás González; Francisco Javier de Ustáriz; Silvestre Tovar Liendo; Nicolás Anzola; José Félix Ribas; Fernando Key Muñoz; Lino de Clemente; José María Blanco y Dionisio Palacios. Como secretarios de la Junta son nombrados José Tomás Santana y Casiano Bezares.

## Gabinete de la Junta
| Cargo / Despacho                 | Titular              |
| -------------------------------- | -------------------- |
| Relaciones Exteriores            | Juan Germán Roscio   |
| Gracia Justicia y Policía        | Nicolás Anzola       |
| Hacienda                         | Fernando Key Muñóz   |
| Guerra y Marina                  | Lino de Clemente     |
| Presidente del Tribunal Superior | Marqués de Casa León |
| Presidente del Tribunal Superior | José Bernabé Díaz    |
| Presidente del Tribunal Superior | José María Ramírez   |
| Presidente del Tribunal Superior | Bartolomé Ascanio    |
| Presidente del Tribunal Superior | Felipe Fermín Paúl   |

## Decisiones
Constituido el gobierno, la Junta procuró la adhesión de las provincias al movimiento. La Junta consigue pronunciamientos favorables en Cumaná y Barcelona el 27 de abril, Margarita el 4 de mayo, Barinas el 5 de mayo, Mérida el 16 de septiembre y Trujillo el 9 de octubre. Guayana se pronuncia el 11 de mayo a favor de la Junta pero al tener conocimiento el 3 de junio de la instalación en España del Consejo de Regencia reconoce a este como el legítimo y se aleja de la revolución caraqueña.
Por el contrario la provincia de Maracaibo se mantiene fiel desde el principio de la revolución al Consejo de Regencia, distanciada de Caracas por sus fuertes relaciones con el Virreinato de Nueva Granada. Dentro de la provincia de Venezuela inclusive, el cabildo de la ciudad de Coro se pronuncia abiertamente en contra de la Junta identificándola como una mera transmutación del cabildo de Caracas y argumentando que dicho cabildo no podía imponerse sobre los otros, llegando a arrestar a la comisión enviada por el mismo para el conocimiento de los sucesos, conformada por Vicente Tejera, Diego Jugo y Andrés Moreno, enviados luego en calidad de "alevosos" y "traidores" a disposición del gobernador de Maracaibo, Fernando Miyares; en la actitud de Coro influiría su vieja enemistad con Caracas desde que perdió el estatus de capital de la Provincia de Venezuela a finales del siglo XVI.
Una de las primeras medidas de la Junta tras conseguir el respaldo de las seis provincias fue enviar misiones diplomáticas al extranjero para solicitar apoyo a la revolución y el reconocimiento de la Junta Suprema de Caracas como la legítima regidora de Venezuela en ausencia del Rey. A Londres fueron enviados Simón Bolívar y Luis López Méndez con Andrés Bello como secretario, los cuales salieron de La Guaira a principios de junio de 1810. A los Estados Unidos de América fueron Juan Vicente Bolívar Palacios, hermano del Libertador, José Rafael Revenga y Telésforo Orea quienes obtienen cierto éxito en interesar al gobierno de dicho país en prestar apoyo a la Junta. Vicente Salias y Mariano Montilla partieron para Curazao, Jamaica británica y otras islas inglesas en el mar Caribe. Para la Nueva Granada fue José Cortés de Madariaga y para la colonia británica de Trinidad partió Casiano de Medranda.
El 14 de agosto la junta mediante una serie de decretos abolió el comercio de esclavos, crea la Sociedad Patriótica y suprime los impuestos de exportación a los productos agropecuarios. El Marqués del Toro fue nombrado como el primer general del ejército venezolano y el primer comandante de las tropas expedicionarias enviadas para forzar la incorporación a la causa emancipadora las provincias de Maracaibo y Coro.
En junio la Junta había convocado a elecciones en todas las provincias para formar un Congreso Constituyente. Tras haberse instalado el 2 de marzo de 1811 el 5 de ese mes cesa la Junta Suprema en sus funciones.